# Zale procumbens
Zale procumbens là một loài bướm đêm trong họ Erebidae.